# Walckenaerianus esyunini
Walckenaerianus esyunini is een spinnensoort in de taxonomische indeling van de hangmatspinnen (Linyphiidae).
Het dier behoort tot het geslacht Walckenaerianus. De wetenschappelijke naam van de soort werd voor het eerst geldig gepubliceerd in 2004 door Andrei V. Tanasevitch.